# Ainslie Pryor
Ainslie Pryor (* 1. Februar 1921 in Memphis, Tennessee; † 27. Mai 1958 in Hollywood, Kalifornien) war ein US-amerikanischer Schauspieler.
In seiner kurzen Schauspielerkarriere, die 1954 mit einer Rolle in der Fernsehserie You Are There begann, trat Pryor vor allem in Fernsehserien auf. Er erscheint in den meisten Folgen von Die seltsamen Abenteuer des Hiram Holliday als Reporter „Joel Smith“, der die Hauptfigur Hiram Holliday auf seiner Weltreise begleitet. Ainslie Pryor starb mit nur 37 Jahren im Mai 1958 an einer Krebserkrankung.

## Filmografie (Auswahl)
- 1954–1956: You Are There (Fernsehserie, 3 Folgen)
- 1955: Das Mädchen auf der roten Samtschaukel (The Girl in the Red Velvet Swing)
- 1955–1957: Rauchende Colts (Gunsmoke, Fernsehserie, 4 Folgen)
- 1956: Menschenraub (Ransom!)
- 1956: Die letzte Jagd (The Last Hunt)
- 1956: Ritt in den Tod (Walk the Proud Land)
- 1956–1961: Die seltsamen Abenteuer des Hiram Holliday (The Adventures of Hiram Holliday, Fernsehserie, 25 Folgen)
- 1957: Wem die Sterne leuchten (Four Girls in Town)
- 1957: The Shadow on the Window
- 1957: Das Fort der mutigen Frauen (The Guns of Fort Petticoat)
- 1957: Sugarfoot (Fernsehserie, Folge 1x01)
- 1957: Cheyenne (Fernsehserie, Folge 3x05)
- 1958: Die Draufgänger von San Fernando (Cole Younger, Gunfighter)
- 1958: Einer muß dran glauben (The Left Handed Gun)
- 1958: Kathy O’
- 1958: Der Zwiebelkopf (Onionhead)